# Mydaus marchei
El tejón mofeta de Palawan (Mydaus marchei) es una especie de mamífero carnívoro de la familia Mephitidae que habita en Filipinas.

## Distribución y hábitat
Habita las islas filipinas de Palawan y Busuanga, ubicadas al norte y oriente de Borneo. Habita en las áreas cultivadas y pastizales con matorrales. Estos hábitats existen al oriente y occidente de la isla Palawan.

## Descripción
El tejón mofeta de Palawan, como otros miembros de la familia Mephitidae, tiene algunas de las adaptaciones fosoriales: miembros cortos y musculosos, miembros anteriores equipados con garras largas. Es pequeño y robusto, con cola peluda y corta, y hocico puntiagudo. Su pelo es marrón obscuro, con un parche amarillo claro en el vértice de la cabeza que se proyecta hacia atrás hasta los hombros como una raya. Tiene 320 a 460 mm de largo y un peso promedio de 2,5 kg.

## Comportamiento
Se cree que M. marchei se alimenta principalmente de invertebrados, especialmente lombrices e insectos, los cuales alcanza excavando con sus largas garras. También puede alimentarse de productos vegetales.
Tiene la habilidad de secretar un líquido oleoso de olor acre. Este fluido es excretado de las glándulas anales como las mofetas. Esta secreción parece ser una línea secundaria de defensa, pues inicialmente puede fingirse muerto.